# Antoni Oborski
Antoni Oborski herbu Pierzchała (ur. 26 maja 1840 we Lwowie, zm. 1910 w Husowie) – polski ziemianin, poseł do austriackiej Rady Państwa.

## Życiorys
Ukończył gimnazjum św. Anny w Krakowie, a następnie studiował prawo w Szkole Głównej Warszawskiej 1863–1964), na Uniwersytecie Jagiellońskim (1864–1865 i 1866–1867) oraz na Uniwersytecie Karola w Pradze (1865–1866). 
Ziemianin, posiadacz majątku Husów. Na miejscowym cmentarzu wybudował kaplicę rodzinną, w której pochowany był m.in. jego ojciec Maksymilian, a następnie on sam. Majątek Husów odziedziczył jego młodszy brat Wacław. Od założenia w 1900 do 1910 był prezesem zarządu Krakowskiej Spółki Tramwajowej.
Poseł do austriackiej Rady Państwa VI kadencji (1879–1885) wybrany z kurii IV (gminy wiejskie) z okręgu 9 (Łańcut – Przeworsk – Leżajsk – Nisko – Ułanów). W parlamencie należał do grupy posłów Koła Polskiego w Wiedniu.

## Rodzina
Urodził się w rodzinie ziemiańskiej. Syn malarza, uczestnika powstania listopadowego Maksymiliana Oborskiego (1809–1879) i Marii z Jawornickich. Miał brata ziemianina i właściciela dóbr Mielec Wacława (1846–1914), oraz siostry: Marię (1844–1925) i Teresę (1837–1923). Pozostał kawalerem. 